# 富田隆実
富田 隆実（とみた たかざね）は、戦国時代から安土桃山時代にかけての武将。蘆名氏の家臣。

## 略歴
元亀3年（1572年）頃から父に代わって史書に名前が登場する。以後、天正期後半の外交に多く携わる。
天正14年（1586年）の蘆名氏の後継者問題では蘆名義広を佐竹氏から迎えるべきと主張する金上盛備に対して伊達政宗の弟である伊達小次郎を推す派閥に属した。
天正15年（1587年）、越後国内の進出拠点であり、上杉氏に謀反を起こした新発田重家を支援する拠点であった赤谷城の救援に向かうも失敗。上杉氏と蘆名氏の和睦を取りまとめた。
天正17年（1589年）の摺上原の戦いで、父・氏実は所領安堵を条件にして伊達政宗に寝返ったが、隆実は父に従わず、蘆名氏に忠節を尽くした。摺上原の戦いでは、五百余騎を率い、先鋒を務め、蘆名氏から寝返った猪苗代盛国隊、伊達軍の原田宗時隊や片倉景綱隊を破るという武勇を見せ付け孤軍奮闘（自身は留守居役で合戦で活躍したのは三人の息子達という説もある）したが、味方が潰走した為に、蘆名氏自体は合戦に敗北した。
討ち死にしたという史料もあるが、戦後死体が確認されていないため、その後の消息は不明である。蘆名義広に従って佐竹氏の許に逃亡したという説が有力である。義広のもとを離れて相馬氏に仕え家老を務めたともいわれる。
隆実の次男は相馬利胤の家臣・門馬経親の婿養子となり、門馬経実の名乗りを与えられた。